# HD53312
HD53312 — хімічно пекулярна зоря спектрального класу A1, що має видиму зоряну величину в смузі V приблизно 8,7.
Вона  розташована на відстані близько 560,4 світлових років від Сонця.